# Vesicularia ayresii
Vesicularia ayresii är en bladmossart som beskrevs av Brotherus 1908. Vesicularia ayresii ingår i släktet Vesicularia och familjen Hypnaceae. Inga underarter finns listade i Catalogue of Life.